# 大朏直人
大朏 直人（おおつき なおと、1941年11月20日 - ）は、日本の実業家。オンキヨー元代表取締役社長、名誉会長。

## 来歴
東京都生まれ。1965年3月、駒澤大学文学部卒業。ラジオ部品メーカー勤務を経て、1969年に電子機器メーカー株式会社日本電通を設立し代表取締役社長に就く。1985年、自動車部品メーカー丸八工業株式会社（現・テクノエイト株式会社）代表取締役社長に就き再建。それを契機に4社の再建に成功。その後、1993年6月、東芝傘下のオンキヨーを個人で買収し1年半で黒字経営に転換させ再建。
2001年6月、オンキヨー代表取締役会長兼社長に就任。2003年2月、オンキヨーがジャスダックに上場し3度目の株式上場を果たす。2009年、代表取締役会長兼社長を退任し、名誉会長。
2010年、公益財団法人 日本教育科学研究所理事長。2014年、日本医療工学研究所株式会社代表取締役。2019年、一般社団法人日本医療学会会長。2022年、株式会社PANDASTUDIO.TV取締役。
ホリプロ文化芸能財団評議員、駒澤大学同窓会会長・顧問などを歴任。

## 受賞
- 2003年　 第5回 企業家賞 特別賞 [10]